# Kámoši hafíci
Kámoši hafíci (v anglickém originále Puppy Dog Pals; původním názvem Puppy Dog Tails) je americký animovaný televizní seriál vytvořený Harlandem Williamsem. Seriál debutoval v USA 14. dubna 2017 na stanicích Disney Junior a Disney Channel. V srpnu 2017 byl seriál prodloužen o druhou řadu.
Seriál vypráví o dvou psích bratrech, štěňátkách mopsů jménem Bingo a Rolly, kteří se baví cestováním kolem svého okolí, když jejich majitel Bob opustí domov. Mají také sestru kočku Hissy a robotického psa jménem ARF.

## Obsazení

### Hlavní postavy
- Issac Ryan Brown (1.-3. řada) / Elisha "EJ" Williams (od 4. řady) jako Bingo (český dabing: Mikuláš Převrátil)
- Sam Lavagnino (1.-3. řada) / Gracen Newton (od 4. řady) jako Rolly (český dabing: Šimon Fikar)
- Harland Williams jako'Bob (český dabing: Petr Gelnar)
- Jessica DiCicco jako Hissy (český dabing: Marika Šoposká)
- Tom Kenny jako A.R.F. (Auto-Doggy Robotic Friend), (český dabing: Zbyšek Horák)
- Shiloh Nelson jako Keia
- Giselle Eisenberg jako Lollie

### Vedlejší postavy
- Jill Talley jako Cupcake, Jackie
- Leslie David Baker jako Rufus, Frank Exposition
- Bob Uecker jako Baseball Announcer
- Patrick Warburton jako Captain Dog
- Cheri Oteri jako Esther Exposition
- Yvette Nicole Brown jako Daisy
- Huey Lewis jako Bulworth
- Jack McBrayer jako Hedgie the Hedgehog
- Harland Williams jako The Go-Long Retriever
- Jeff Bennett jako Crumpet, Cagey, Johnathan, Titus, Quinty Mcsquinty, Barry
- Jessica DiCicco jako Whaley, Baby, Todd
- Tom Kenny jako Dallie, Ol' Snapper
- Grey DeLisle jako Nelly, Scooter, Funny
- Alanna Ubach jako Snowflake, Miss Mudge, Queen Kazoo
- Emma Shannon jako Chloe
- Tara Strong jako Chloe's Mom
- Tress MacNeilleová jako Bob's Mom
- Kevin Michael Richardson jako Shockero, Bizzy the Beaver, Guard Dog
- Gary Anthony Williams jako Bark Knight, Baboo
- Mo Collins jako Harriet, Strider the Sheepdog, Newf
- Jackson Dollinger jako Charlie
- Jet Jurgensmeyer jako Orby
- Serenity Brown a Ryder Cohen jako Daisy's Puppies
- Tom Green jako Single Squirrel
- Henry Winkler jako Santa Claus

## Vysílání
| Řada | Díly | Premiéra v USA    | Premiéra v USA     | Premiéra v ČR (ČT :D) | Premiéra v ČR (ČT :D) | Premiéra v ČR (Disney Channel) | Premiéra v ČR (Disney Channel) |
| Řada | Díly | První díl         | Poslední díl       | První díl             | Poslední díl          | První díl                      | Poslední díl                   |
| ---- | ---- | ----------------- | ------------------ | --------------------- | --------------------- | ------------------------------ | ------------------------------ |
| 1    | 25   | 14. dubna 2017    | 27. července 2018  | 11. ledna 2024        | 4. února 2024         | 29. ledna 2018                 | nebylo vysíláno                |
| 2    | 30   | 12. října 2018    | 14. října 2019     | bude oznámeno         | bude oznámeno         | nebylo vysíláno                | nebylo vysíláno                |
| 3    | 25   | 8. listopadu 2019 | 15. října 2020     | bude oznámeno         | bude oznámeno         | nebylo vysíláno                | nebylo vysíláno                |
| 4    | 16   | 23. října 2020    | 19. listopadu 2021 | bude oznámeno         | bude oznámeno         | nebylo vysíláno                | nebylo vysíláno                |
| 5    | 20   | 14. ledna 2022    | 20. ledna 2023     | bude oznámeno         | bude oznámeno         | nebylo vysíláno                | nebylo vysíláno                |